# Victor van Strydonck de Burkel
Victor Jean Clement van Strydonck de Burkel (Antwerpen, 16 juli 1876 - Etterbeek, 4 augustus 1961) was een generaal in het Belgische leger.

## Familie
Victor van Strydonck was de zoon van Auguste van Strydonck (1840-1923) en Maria Storms (1854-1931).
Hij trouwde in 1898 met Olga Willems (Antwerpen 1878 - Etterbeek 1898) en ze hadden twee zoons, Henri (1903-1979) en Yves (1907-1985).
In 1937 mocht hij 'de Burkel' aan zijn naam toevoegen, in herinnering aan zijn aandeel in de slag bij Burkel tijdens de Eerste Wereldoorlog. In hetzelfde jaar werd hem opname in de erfelijke adelstand verleend met de persoonlijke titel van ridder. In 1956 kreeg hij de bij eerstgeboorte overdraagbare baronstitel.

## Levensloop
Voor de Tweede Wereldoorlog was hij onder meer het hoofd van de Belgische cavalerieschool, commandant van het Eerste regiment gidsen, inspecteur-generaal van de Rijkswacht en commandant van de Belgische cavalerietroepen, waarna hij naar de reserve overging.
In 1940 verbleef van Strydonck de Burkel in Engeland, waar hij zich na de Belgische capitulatie in mei van dat jaar beschikbaar stelde. Hij werd bevorderd tot luitenant-generaal en benoemd tot bevelhebber van de kleine Belgische strijdmacht die zich in het Verenigd Koninkrijk vormde.
In 1941 werd hij inspecteur-generaal van het Belgische leger en in 1944 hoofd van de Belgische militaire missie op de Supreme Headquarters Allied Expeditionary Force, het hoofdkwartier van de geallieerde troepen in noordwest Europa. Hij verliet het leger in 1945.

## Onderscheidingen
- Grootkruis in de Kroonorde met Palmen
- Grootofficier in de Leopoldsorde met Palmen
- Commandeur in de Orde van Leopold II met Zwaarden
- Oorlogskruis 1914-1918 met 5 Palmen
- Intergeallieerde Medaille
- Herinneringsmedaille 1940-1945 met Gekruiste Sabels
- Militair Kruis, 1ste Klasse
- Grootkruis in de Orde van de Eikenkroon
- Grootofficier in de Koninklijke Orde van Victoria
- Grootofficier in het Legioen van Eer
- Oorlogskruis 1914-1918 met Palm
- Ridder in de Orde van de Dannebrog
- Lid in de Orde van het Bad